# Crkva sv. Filipa Nerija u Splitu
Crkva sv. Filipa Nerija nalazi se u Splitu, na adresi Poljana Grgura Ninskog 1.

## Opis
Izgrađena je 1735. godine prema projektu mletačkog vojnog arhitekta Francesca Melchiorija iz Vicenze, na mjestu starije crkve iz 1680. posvećene istom zaštitniku.
Jednobrodna građevina s malim bočnim kapelama, izdignutom kapelom glavnog oltara i sakristijom na južnoj strani nalazi se sjeverno od katedrale, uz antičku ulicu Decumanus. Od umjetnina se izdvaja drveno raspelo, slika “Sv. Frane Asiški” koja se pripisuje radionici mletačkog slikara Bernarda Strozzija, a danas nalazi u Nadbiskupskoj palači, "Bogorodica s Djetetom" iz 1607., rad Baldassarea D’Anne iz Venecije, te ciklus slika u svetištu koje je Antonio Garzadori iz Vicenze napravio 1679. za stariju crkvu.

## Zaštita
Pod oznakom Z-3425 zavedena je kao nepokretno kulturno dobro - pojedinačno, pravna statusa zaštićena kulturnog dobra, klasificiranog kao sakralna graditeljska baština.

## Vanjske poveznice
|  | Zajednički poslužitelj ima još gradiva o temi Crkva sv. Filipa Nerija u Splitu |